# 30-я мотострелковая бригада
30-я мотострелковая Унечская бригада — воинское соединение Вооружённых Сил СССР, принимавшее участие в Великой Отечественной войне.

## История бригады
Сформирована в марте — апреле 1943 года в Свердловской области как 30-я мотострелковая бригада. Укомплектование личного состава осуществлялось по добровольному принципу из рабочих танкостроительных заводов Урала. На каждое одно место претендовало по меньшей мере 12 человек-добровольцев. В её состав вошли 3 мотострелковых батальона, артиллерийский дивизион, миномётный батальон и ряд других частей и подразделений.

### Боевой путь
В составе действующей армии: с 20.07.1943 по 29.09.1943.
Бригада была включена в 30-й Уральский добровольческий танковый (с 23 окт. 1943 10-й гвардейский Уральский добровольческий танковый) корпус 4-й танковой (с 17 марта 1945 года 4-я гвардейская танковая) армии Западного, с 30 июля Брянского фронта. В этом корпусе и армии с небольшим перерывом (в сентябре 1943 года) вела боевые действия до конца войны.
Впервые в бой бригада вступила 27 июля 1943 года западнее г. Болхов в ходе контрнаступления советских войск на орловском направлении.
В Брянской наступательной операции 1943 года она, действуя временно в составе 1-го танкового корпуса, входившего в 11-ю армию, а затем в конно-механизированную группу фронта (генерал-лейтенанта Казакова). В задачу группы входило перерезать коммуникации противника Брянск — Почеп — Унеча — Клинцы — Новозыбков — Гомель и содействовать основным силам фронта в ликвидации группировок противника на этом направлении. 23 сентября бригада освободила г. Унеча и 25 сентября г. Новозыбков.
За боевые отличия при освобождении г. Унеча бригаде присвоено почётное наименование «Унечской» (23 сентября 1943 года).
За проявленные её личным составом в боях с немецко-фашистскими захватчиками воинское мастерство, героизм, отвагу, стойкость, высокую дисциплину и организованность она преобразована в «Гвардейскую» (23 октября 1943 года) и стала именоваться 29-й гвардейской мотострелковой бригадой на основании Приказа НКО № 306 от 23.10.1943 г. и Директивы Генштаба КА № Орг/3/140929 от 28.10.1943 г.
Боевые действия завершила в Пражской наступательной операции, как 29-я гвардейская мотострелковая Унечская ордена Ленина Краснознамённая орденов Богдана Хмельницкого 1-й степени, Суворова 2-й степени, Кутузова 2-й степени и Александра Невского бригада.

## Состав
- Управление бригады (штат № 010/370)
- Штабная рота (штат № 010/371)
- Разведывательная рота (штат № 010/372)
- Мотострелковый батальон (штат № 010/373)
- Мотострелковый батальон (штат № 010/373)
- Мотострелковый батальон (штат № 010/373)
- Миномётный батальон (штат № 010/376)
- Артиллерийский дивизион (штат № 010/377)
- Зенитно-артиллерийский дивизион (штат № 010/378)
- Рота ПТР (штат № 010/375)
- Транспортная рота (штат № 010/379)
- Медико-санитарный взвод (штат № 010/380)

## Подчинение
- 30-й танковый корпус (СССР) 4-й танковой армии

## Командование
- Командир бригады
- С 1943 по 29.03.1944 г. - полковник Смирнов, Михаил Семёнович, погиб 29.03.1944 г.
- Начальники штаба бригады
- 26.02.1943 - 09.09.1943	Ефимов, Андрей Илларионович, полковник
- 09.09.1943 - 23.10.1943	Семибратов, Гавриил Тихонович, полковник

## Наименование
- «Унечская» — Почётное наименование  по наследству от 30-й мсбр. Приказ ВГК от 23.09.1943. В ознаменование одержанной победы соединениям, отличившимся в боях за освобождение города Унеча.